# اقلیم سرد
رشته‌کوه البرز و زاگرس، نواحی مرکزی ایران را از دریای مازندران در شمال و جلگه بین‌النهرین در غرب جدا می‌کنند. کوه‌هایی نیز به صورت منفرد در مرکز و شرق ایران وجود دارند از جمله کوه تفتان ،شیرکوه و. . . کوهستان‌های غربی که دامنه‌های غربی رشته کوه‌های فلات مرکزی ایران و سراسر کوه‌های زاگرس را در بر می‌گیرند، از مناطق سردسیر کشور به‌شمار می‌آیند.

## اقلیم چیست؟
اقلیم به شرایط آب و هوایی یک منطقه جغرافیایی نظیر دما، رطوبت، فشار اتمسفر، باد، بارش و سایر مشخصه‌های هواشناسی در مدت زمانی نسبتاً طولانی نسبت داده می‌شود.

## تقسیمات اقلیمی جهان
1. اقلیم گرمسیری جنگل‌های بارانی و استوایی
2. اقلیم خشک و نیمه خشک
3. اقلیم نیمه گرمسیری و معتدل
4. اقلیم سرد و برفی
5. اقلیم قطبی

## تقسیمات اقلیمی در ایران
1. اقلیم معتدل و مرطوب (سواحل جنوبی دریای مازندران)
2. اقلیم سرد (کوهستان غربی)
3. اقلیم گرم وخشک (فلات مرکزی)
4. اقلیم گرم و مرطوب (سواحل جنوبی)[۲]

## ویژگی اقلیم سرد
کوهستان‌های غربی که دامنه‌های رشته کوه‌های مرکزی ایران را شامل می‌شوند، با توجه به این که میانگین دمای هوا در گرمترین ماه سال در آن‌ها بیش از ۱۰ درجه و میانگین دمای هوا در سردترین ماه سال در آن‌ها کمتر از صفر درجه سانتیگراد است، در این اقلیم قرار می‌گیرند. گرمای شدید دره‌ها در تابستان زیاد و در زمستان بسیار کم است. زمستان‌ها طولانی، سرد و سخت بوده و چندین ماه از سال زمین پوشیده از یخ است. میزان بارندگی در تابستان کم و در زمستان زیاد است. فصل بهار کوتاه بوده و زمستان و تابستان را از هم جدا می‌کند. شهرهای تبریز ،ارومیه، اردبیل، زنجان، همدان، اراک، سنندج و شهرکرد را می‌توان در این اقلیم قرار داد. در سراسر این منطقه از آذربایجان تا فارس زمستان‌ها به شدت سرد است؛ سرما از اواخر مهر ماه شروع می‌شود و تا اوایل اردیبهشت ماه کم و بیش ادامه می‌یابد.

## ویژگی‌های معماری بومی مناطق سرد
به‌طور عمده شبیه به اصولی است که در مناطق گرم و خشک مورد توجه بوده‌است، با این تفاوت که در مناطق سرد منابع ایجادحرارت در داخل ساختمان است.
- استفاده از پلان‌های متراکم و فشرده
- به حداقل رساندن سطح خارجی در برابر حجم مورد پوشش
- ساختمان‌ها با مصالحی که دارای ظرفیت حرارتی بالا هستند بنا می‌شوند.
- به حداقل رساندن میزان تعویض هوای داخلی و تهویه هوای طبیعی و در نتیجه، جلوگیری از ایجاد سوز در داخل و خروج حرارت داخلی به خارج از ساختمان
- ساخت بام‌های مسطح و نگهداری برف به عنوان عایق بر روی بامها
- ساختمان‌های درون گرا با حیاط مرکزی[۲]
- استفاده از ایوان و حیاط کوچک در بنا[۳]
- ساخت اتاق‌های کوچک با ارتفاع کم[۱]
- ساخت دیوارهای نسبتاً قطور[۴]

تنها تفاوت بین معماری این مناطق و مناطق گرم و خشک، تمایل و ضرورت استفاده از حرارت ناشی از تابش آفتاب در داخل ساختمان در فصل زمستان است ولی در هر صورت برای استفاده از انرژی حرارتی حاصل از تابش آفتاب پوشش سطوح خارجی به رنگ تیره انتخاب شده و ابعاد پنجره‌ها نیز نسبت به مناطق گرم و خشک افزایش یافته‌است.

## کالبد شهری و روستایی در اقلیم سرد
بافت شهری و روستایی حوزه اقلیمی سرد و کوهستانی در جهت مقابله با سرمای شدید شکل گرفته‌است.
ویژگی‌های بافت شهری و روستایی در این اقلیم عبارتند از:
- بافت متراکم و فشرده
- فضاهای کوچک و محصور
- بهره‌گیری از جهات آفتاب و زمین (به عنوان عوامل تعیین کنندهٔ جهت استقرار و گسترش شهر و روستا و سیمای آنها)
- معابر باریک به موازات خط تراز زمین

با توجه به شرایط اقلیمی منطقه سرد و کوهستانی در ایران به منظور جلوگیری از اتلاف حرارتی و کوران هوا، بناها به صورت متراکم و فشرده و متصل و در کنار هم ساخته می‌شوند تا سطح تماس فضاهای گرم مسکونی با محیط سرد خارج کاهش یابد. همچنین بناها طوری کنار هم قرار می‌گیرند که یکدیگر را محصور نمایند و فضاهای شهری تا حد امکان کوچک شوند تا نفوذ جریان باد سرد به داخل فضاهای شهری کم گردد و تابش حرارت از سطح خارجی دیوارهای گرم ابنیه به فضاهای کوچک و محصور شهری، هوای [[سرد آنها را تعدیل نماید.
نکته قابل مشاهده دیگر در این نوع شهرها ، طراحی معابر کم عرض]] و باریک برای استفاده بهتر از حرارت و جلوگیری از تبادل گرما وسرما است. معمولاً در این نوع اقلیم، مجتمع‌های زیستی در وسط دامنه بلندی‌ها و رو به جنوب و در داخل زمین یا روی آن به منظور بالا بردن ظرفیت حرارتی دیواره‌های بدنه شمالی و افزایش حجم داخلی نسبت به سطح بیرونی، استقرار می‌یابند. در واقع در صورت استقرار روستا در پائین دره اولاً خطر سیل خیزی و نابودی روستا وجود خواهد داشت. ثانیاً نفوذ هوای سرد سنگین به دره‌ها باعث افزایش شدت سرما به هنگام شب خواهد شد. ثالثاً جبهه شمالی کوه همواره در سایه قرار گرفته و سرد می‌باشد در حالیکه روستاها و شهرها باید جهت حداکثر استفاده از تابش خورشید، رو به دره و در آفتاب بنا گردند. رابعاً به علت فزونی ناهمواری‌های زمین و شدت باد در بالای کوه و دسترسی به منابع آبی و رود خانه‌ها که در قسمت پائین ارتفاعات جاری هستند، استقرار بافت روستایی و شهری بر بالای کوه صحیح نمی‌باشد.